# Elsie Augustave
Elsie Augustave (sinh ra ở Haiti) là một tác giả người Mỹ gốc Haiti. Cuốn tiểu thuyết đầu tay của cô, The Roving Tree (Akashic Books, 2013), kể về một người Haiti trẻ tuổi được nhận nuôi, Iris Odys, qua nhiều hành trình khác nhau trên khắp thế giới. Odys là con gái bị từ chối của một người giúp việc Haiti và của ông chủ là một người đàn ông trung lưu Haiti. Ngoài cuộc đấu tranh cho sắc tộc của những người tiếp nhận đa văn hóa, cuốn sách khai phá thêm các chủ đề về giai cấp, màu da và tôn giáo ở Haiti. Người chiến thắng giải thưởng của McArthur, Edwidge Danticat đã mô tả cuốn sách cho The New York Times là "một cuốn tiểu thuyết mới tuyệt đẹp về một người nhận nuôi Haiti tìm đường ở nhiều nơi khác nhau trên thế giới." 

## Thơ ấu
Augustave mô tả thời thơ ấu của cô là ví dụ điển hình của nhiều người di cư Haiti. Cha mẹ cô là người đến từ Las Cahobas và Cabaret, là người Haiti di cư sang Hoa Kỳ để chạy trốn chế độ độc tài François Duvalier, bỏ lại cô và anh chị em ở với người thân ở Haiti. Khi gia đình gửi cô đi năm 1967, cô chuyển đến Spring Valley, New York vào thời điểm chỉ có một hoặc hai gia đình Haiti khác. Cô vừa học xong tiểu học lúc bấy giờ. Augustave nói rằng điều duy nhất cô có chung với nhân vật Iris là các quốc gia mà họ đã đi qua.

## Giáo dục và sự nghiệp
Augustave tốt nghiệp Middlebury College và Đại học Howard, với bằng cấp về ngoại ngữ và văn học. Cô đã từng là thành viên Fulbright ở Pháp và Sénégal và đã biên đạo sản xuất Elima Ngando cho Nhà hát Khiêu vũ Quốc gia Zaire, nay là Cộng hòa Dân chủ Congo. Cô đã dạy tiếng Pháp và tiếng Tây Ban Nha tại trường trung học Stuyvesant ở NYC từ năm 1984 đến 2015 và là một nhà tư vấn tại The College Board  Augustave nói rằng học bổng Fulbright của cô tại Pháp và Sénégal cho biết khả năng của cô để mô tả những trải nghiệm văn hóa của nhân vật Iris.